# Plaza de África (Túnez)

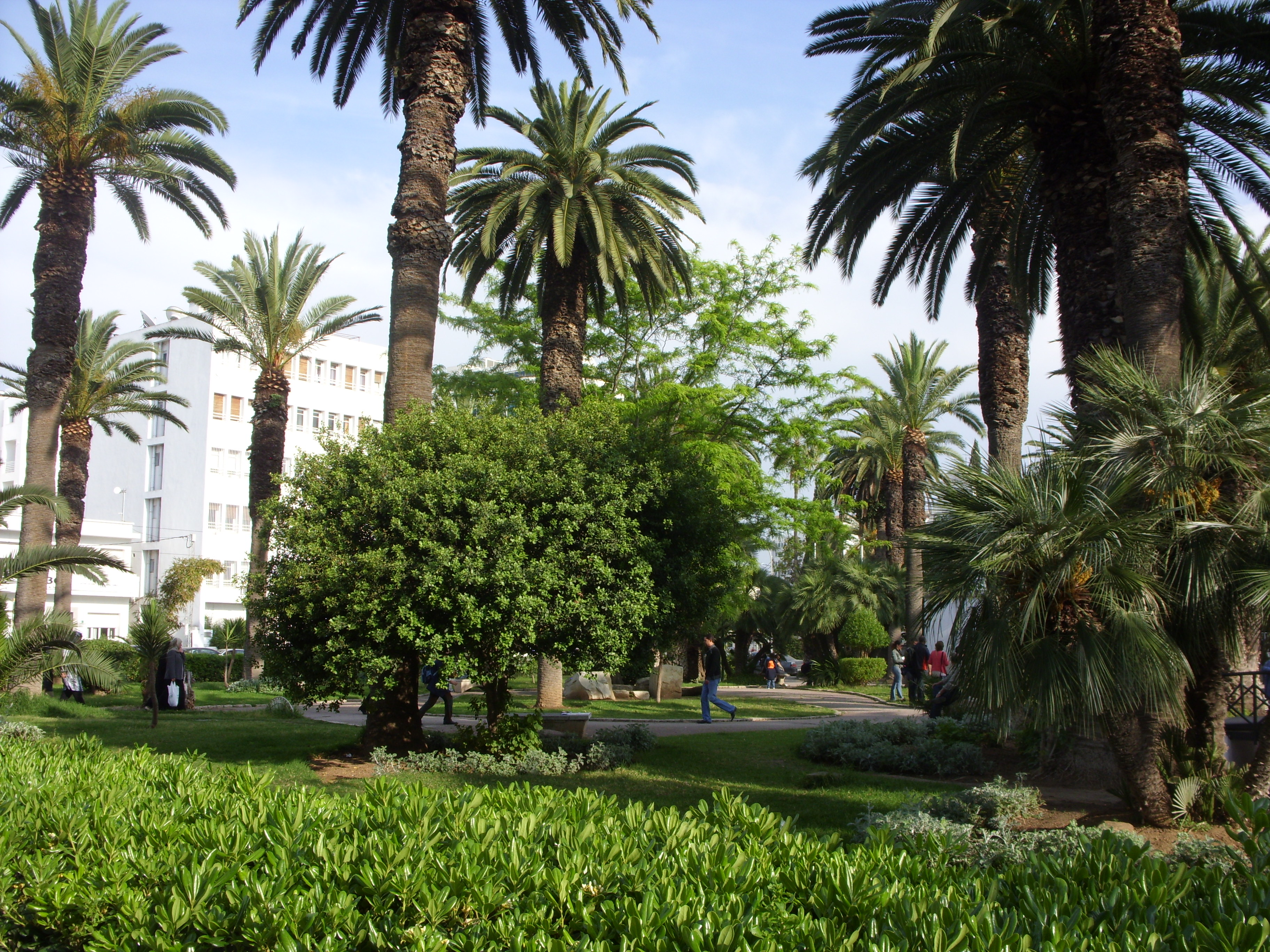
Jardines de la place d'Afrique.

La Plaza de África (en árabe :  ساحة إفريقيا ; en francés, Place d'Afrique) es una plaza ajardinada en la ciudad de Túnez, capital de la República de Túnez.
Está situada en el barrio de Lafayette, y rodeada por las calles de Madagascar, Mauritania, Palestina y Senegal. Las calles de Angola, Jerusalén y Níger también desembocan en la plaza.
La denominación de la plaza fue en un primer momento asignada a la plaza que actualmente recibe el nombre de Plaza del 14 de enero de 2011. En cambio, la actual Plaza de África llevó el nombre de Ney hasta la independencia, antes de pasar a llamarse Place Jeanne-d'Arc, nombre que a veces se le da todavía.
En la Plaza de África se encuentran la Iglesia de Santa Juana de Arco, el Instituto Goethe y la Embajada de la República Checa. Dentro de la plaza hay unos jardines con un estanque.